# Kościół Wizytek w Warszawie

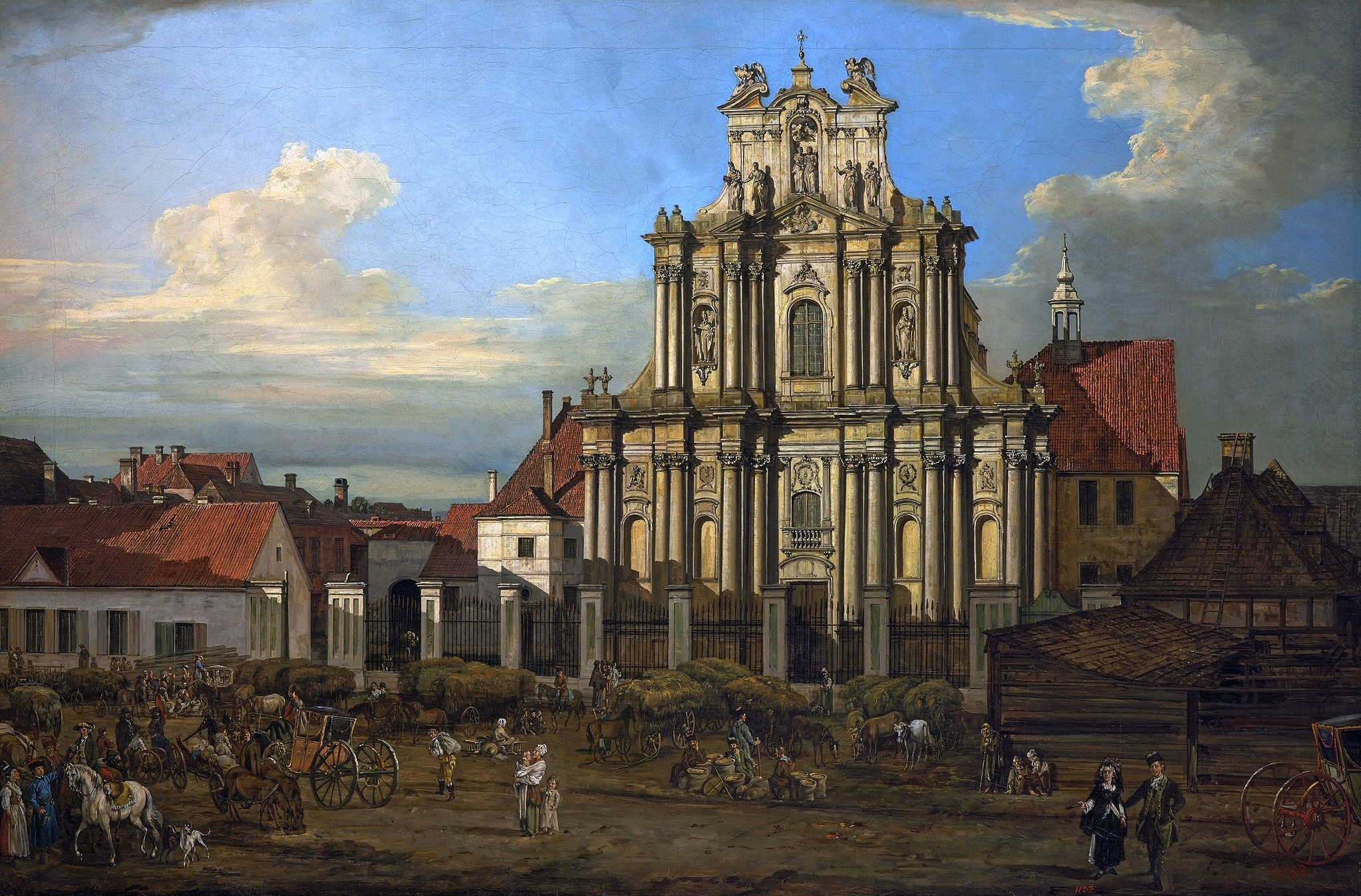
Kościół na obrazie Canaletta (ok. 1780)

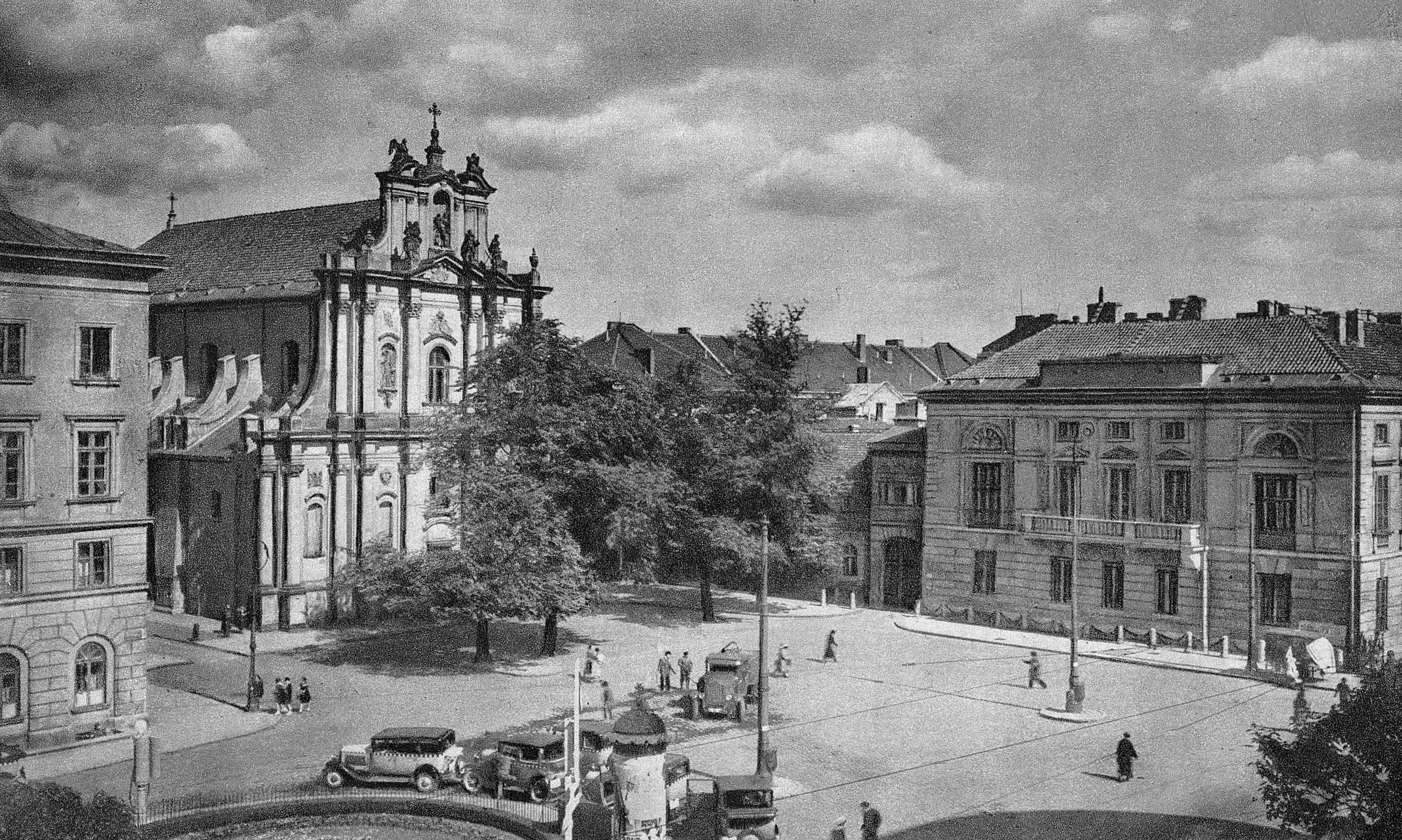
Świątynia i jej otoczenie przed 1939 rokiem

Kościół Wizytek, właśc. kościół Sióstr Wizytek pod wezwaniem Opieki św. Józefa Oblubieńca Niepokalanej Bogurodzicy Maryi – późnobarokowy kościół w Warszawie, wznoszony etapami w 1728–1733 oraz 1754–1762 według projektu Benedykta de Renard, który realizował Karol Bay, a po 1754 Jakub Fontana.
Świątynia znajduje się w zespole klasztornym wizytek przy ulicy Krakowskie Przedmieście 34. Należy do parafii Świętego Krzyża.

## Historia
Siostry wizytki sprowadziła z Francji do Polski Ludwika Maria Gonzaga. W 1654 wprowadziła zakonnice do przygotowanego dla nich niewielkiego, klasztoru z drewnianym kościołem.
Julian Bartoszewicz tak opisuje wprowadzenie zakonnic do kościoła (pisownia oryginalna z pominięciem kreskowanego é):

Królestwo na uroczystość wprowadzenia wybrali dzień ś-go Romana, którego ciało Maryja Ludwika podarowała swemu klasztorowi..... Zatem 9 sierpnia rano, karety królewskie zawiozły nasze wizytki do karmelitanek, skąd miało się odbywać wprowadzenie. Tutaj spowiednik panien odprawił mszę z wystawieniem Najświętszego Sakramentu i odszedł do klasztoru wizytkowskiego. Nadjechali potem oboje królestwo i nuncyjusz z całem wyższem duchowieństwem stolicy. Zaczęła się uroczystość, w której nuncyjusz celebrował. Processyja była najwspanialsza. Szła najprzód duchowieństwa moc z krzyżem, zakony, kapela królewska z trąbami i kotłami, potem prałaci, potem nuncyjusz pod baladchimem, któremu missyjonarze towarzyszyli, potem marszałek wielki z laską, potem sam król pod rękę prowadził przełożoną, a za nim M. Ludwika assystentkę, za królestwem postępowały damy dworu, każda prowadząc jedną siostrę. Processyją kończyli panowie, a cała Warszawa zbiegła się po obudwu stronach ulic, przez które orszak przechodził. Ulice wysypane były czystym piaskiem i kwiatami, a z domów zwieszały się kobierce i bławaty jak w Boże Ciało. ...Wizytki, duchowieństwo, orszak królewski nieśli w ręku jarzące świece.... Kiedy processyja przeszła do kościoła, nuncyjusz mszę zaśpiewał przed wielkim ołtarzem, a kapela królewska wdzięcznie jej przygrywała...

Kamień węgielny pod murowany kościół pod wezwaniem św. Józefa położył prymas Polski Wacław Leszczyński w 1664. Równolegle postępowała budowa klasztoru, w którym Ludwika Maria była częstym gościem. Po śmierci królowej w 1667 w świątyni ustawiono trumnę z jej zwłokami.
Niedokończony kościół spłonął w 1695. W 1728 rozpoczęto budowę nowej świątyni w obecnym kształcie. Kościół ten projektował Karol Bay, na co wskazuje podpisany z nim kontrakt z 1727 roku, fundatorką była Elżbieta Helena Sieniawska. W 1733 budowę przerwano z braku funduszy i w kilka lat później kontynuowano dzięki pomocy córki fundatorki, Marii Zofii Czartoryskiej i innych ofiarodawców, choć pod innym kierownictwem, gdyż Karol Bay zmarł w 1740. W 1754 zawalił się dach, co zainicjowało II etap budowy kościoła prowadzony w latach 1754–63. W kronikach wizytek varsavianista i historyk sztuki Juliusz A. Chrościcki znalazł następujący wpis opisujący wspomnienia siostry przełożonej dzień po katastrofie: 

Tegoż roku [1754] w październiku zdarzył się przykry wypadek [...] po odprawieniu nabożeństwa nocnego, zaraz po północy, z powodu krokwi przegniłych cały dach zapadł się do wewnątrz budynku, bez najmniejszego wiatru, szczęście, że było to w nocy. Gdyby katastrofa zdarzyła się za dnia, bezwzględnie wiele osób zostałoby przywalonych, ponieważ trzeba było przechodzić przez tę ruinę, aby dostać się do małego kościoła. Hałas jaki to spowodowało był okropny, podobny do kilku grzmotów padających jeden za drugim. Nastraszyło to nie tylko nasze zgromadzenie, ale także wszystkich naszych sąsiadów [...] wreszcie Nasza Droga Matka [Franciszka Cecylia Mazzini] po naradzeniu się z wieloma osobami, przyjaciółmi Domu, wszyscy radzili dokończyć budowę tego kościoła ponieważ jeśli dłużej będzie pozostawać w tym stanie, rozpadnie się w gruzy. Przdsięwizięcie było trudne, a wydatek ogromny, ponieważ budynek był olbrzymi, a budowla z najpiękniejszych i ten kto ją zaczął, chciał żeby dorównywała wspaniałością godności swojej fundatorki, która nic nie oszczędzała dla tego celu.

Autorem zwieńczenia fasady i wielkiego ołtarza był Efraim Schroeger.
15 sierpnia 1761 odprawiono w nim pierwszą mszę, a konsekracji kościoła dokonał 20 września biskup kijowski Józef Andrzej Załuski.
Zarysowanie sklepień kościoła w 1765 spowodowało konieczność wymurowania skarp bocznych. Od tamtych czasów świątynia przetrwała w niezmienionym stanie, przybywały jedynie pewne elementy we wnętrzu.
W 1815 kościół zaczął pełnić funkcję kościoła akademickiego, którą później przejął kościół św. Anny.
Świątynia i klasztor są jednymi z nielicznych warszawskich zabytków, które nie zostały zniszczone w czasie II wojny światowej. W 1965 roku świątynia wraz z całym zespołem klasztornym wizytek została wpisana do rejestru zabytków.
W latach 2009–2010, w związku z Rokiem Chopinowskim, elewacje kościoła zostały poddane konserwacji. Jednocześnie wycięto drzewa zasłaniające fasadę kościoła od strony Krakowskiego Przedmieścia.
Od 1960 roku aż do emerytury rektorem tego kościoła był ksiądz-poeta Jan Twardowski.

## Architektura i wnętrze
Fasada kościoła jest jednym z najciekawszych elementów budowli. Jej dolna część jest prawdopodobnie dziełem Karola Baya, który stworzył dzieło charakterystyczne dla okresu dojrzałego baroku (pojawiła się też hipoteza, że jej projektantem był Gaetano Chiaveri). Falujący, jakby w ruchu będący mur podzielony parami kolumn, rozbudowany, łamany gzyms daje doskonałe efekty światłocieniowe i wzbogaca bryłę budowli. Zwieńczenie fasady jest nieco bardziej płaskie i jego autorstwo przypisuje się Efraimowi Szregerowi lub Jakubowi Fontanie. Nad portalem znajduje się herb Zakonu Wizytek – serce przebite strzałami, zwieńczone krzyżem. W tympanonie natomiast widać motyw Oka Opatrzności Bożej, wpisanego w trójkąt.  Poniżej, nad centralnym oknem kartusz z herbami: Snopek króla Polski Władysława IV Wazy i jego żony Ludwiki Marii Gonzagi.
Na cokołach stoją rzeźby: św. Anny, św. Joachima i św. Jana Chrzciciela i św. Józefa. Całość zwieńczona jest krzyżem adorowanym przez dwa anioły. Nisze pierwszej kondygnacji są puste. Nad nimi znajdują się płaskorzeźby, od lewej: 1. kartusz z herbem Snopek Wazów, krzyż, mitra książęca i lilie; 2. gorejące serce z IHS w wieńcu laurowo-palmowym, 3. środkowo-centralnej  serce z krzyżem przebite strzałami z godłem zakonu, w koronie cierniowej; 4.serce z literami MARYA w wieńcu laurowo-palmowym, 5. kartusz z orłem w mitrze z krzyżem oraz krzyż i mitra książęca.
Jest to kościół jednonawowy z rzędami kaplic. Na końcu nawy znajduje się zamknięte prosto prezbiterium, przykryte sklepieniem kolebkowym z lunetami, opartym na pasach sklepieniowych. Nad kolumnami bardzo szerokie belkowanie, bogato urozmaicony gzyms. Delikatna dekoracja stiukowa o charakterze rokokowym głównie na łukach arkad otwartych do nawy.
Rzeźby na fasadzie oraz, będąca jednym z najbardziej charakterystycznych elementów wnętrza świątyni, ambona w kształcie dzioba łodzi, wyposażona w maszt z żaglem, sieci i kotwicę (tzw. ambona łodziowa), są dziełem Jana Jerzego Plerscha. Obraz Nawiedzenie w wielkim ołtarzu namalował Tadeusz Konicz. Srebrne plakiety na hebanowej nastawie ołtarza wykonali Mateusz Wallbaum i Herman Potthof.
W latach 1825–1826 na kościelnych organach grał Fryderyk Chopin, będąc uczniem Liceum Warszawskiego. Tu odbywały się niedzielne msze dla uczniów liceum, a kompozytorowi powierzono rolę organisty licejskiego. W 1909 stary instrument zastąpiono nowym, natomiast zachowano drewniany chór muzyczny.
W świątyni znajdują się pomniki Tadeusza Czackiego i Kazimierza Brodzińskiego, a także liczne epitafia (m.in. Bolesława Podczaszyńskiego, Henryka Marconiego, Juliana Bartoszewicza, Jana Ziei i Bronisława Bozowskiego). Przy wejściu znajduje się pomnik-epitafium ks. Jana Twardowskiego w formie klęcznika z wyrytym jego ostatnim wierszem, napisanym tuż przed śmiercią w szpitalu przy ul. Banacha oraz małą biedronką.

## Galeria

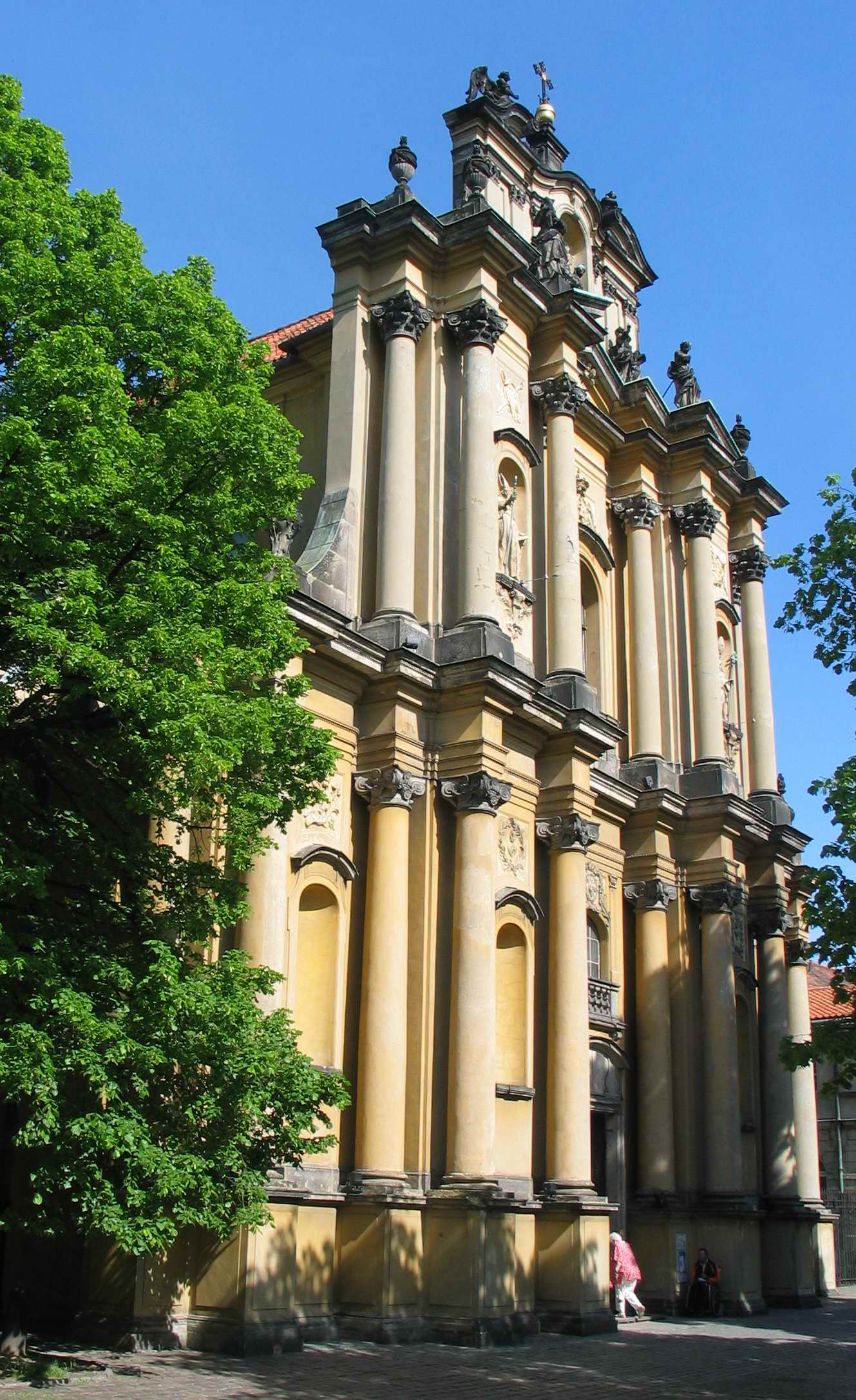
Świątynia przed remontem i wycięciem drzew (2006)
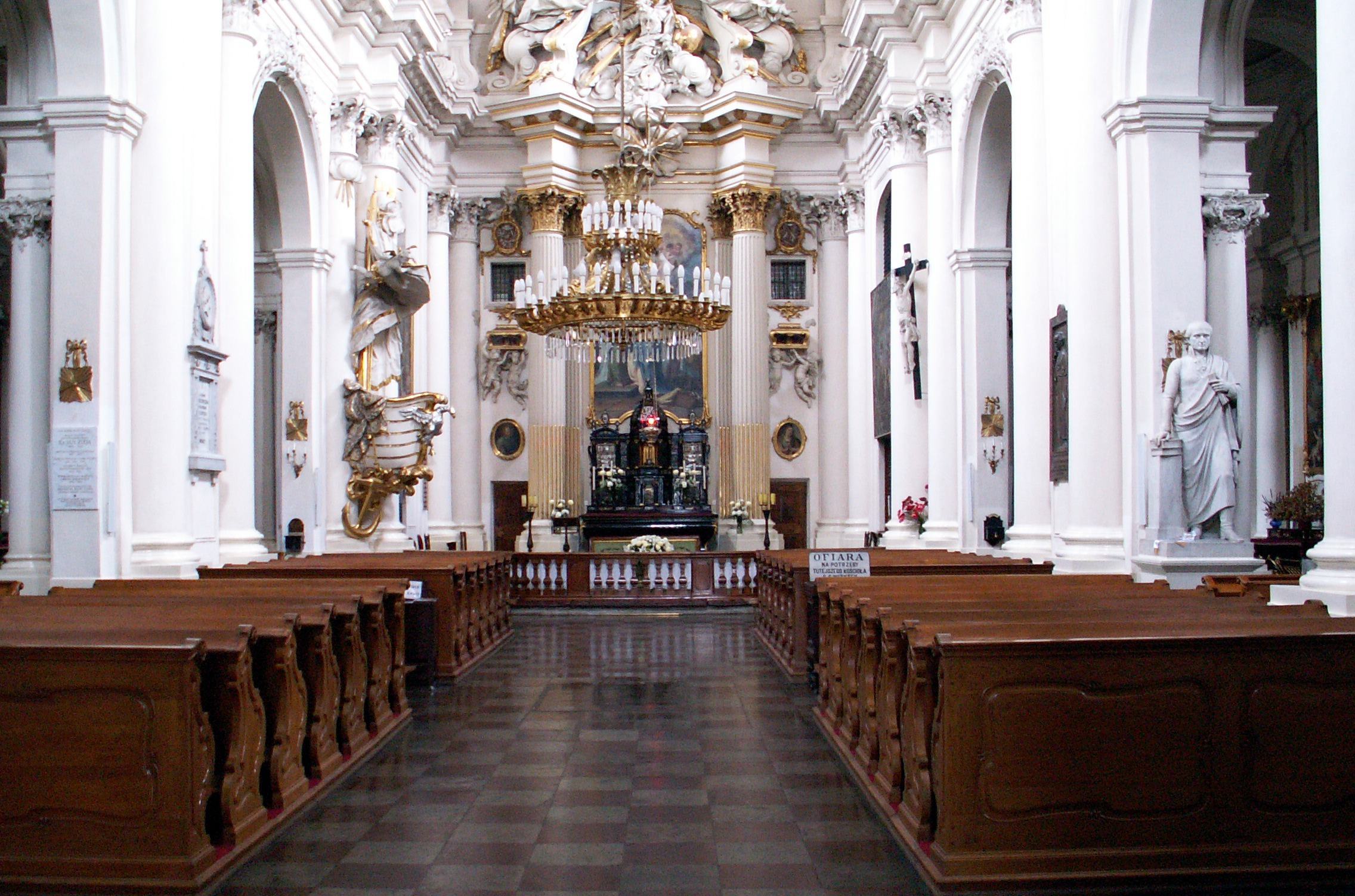
Wnętrze kościoła
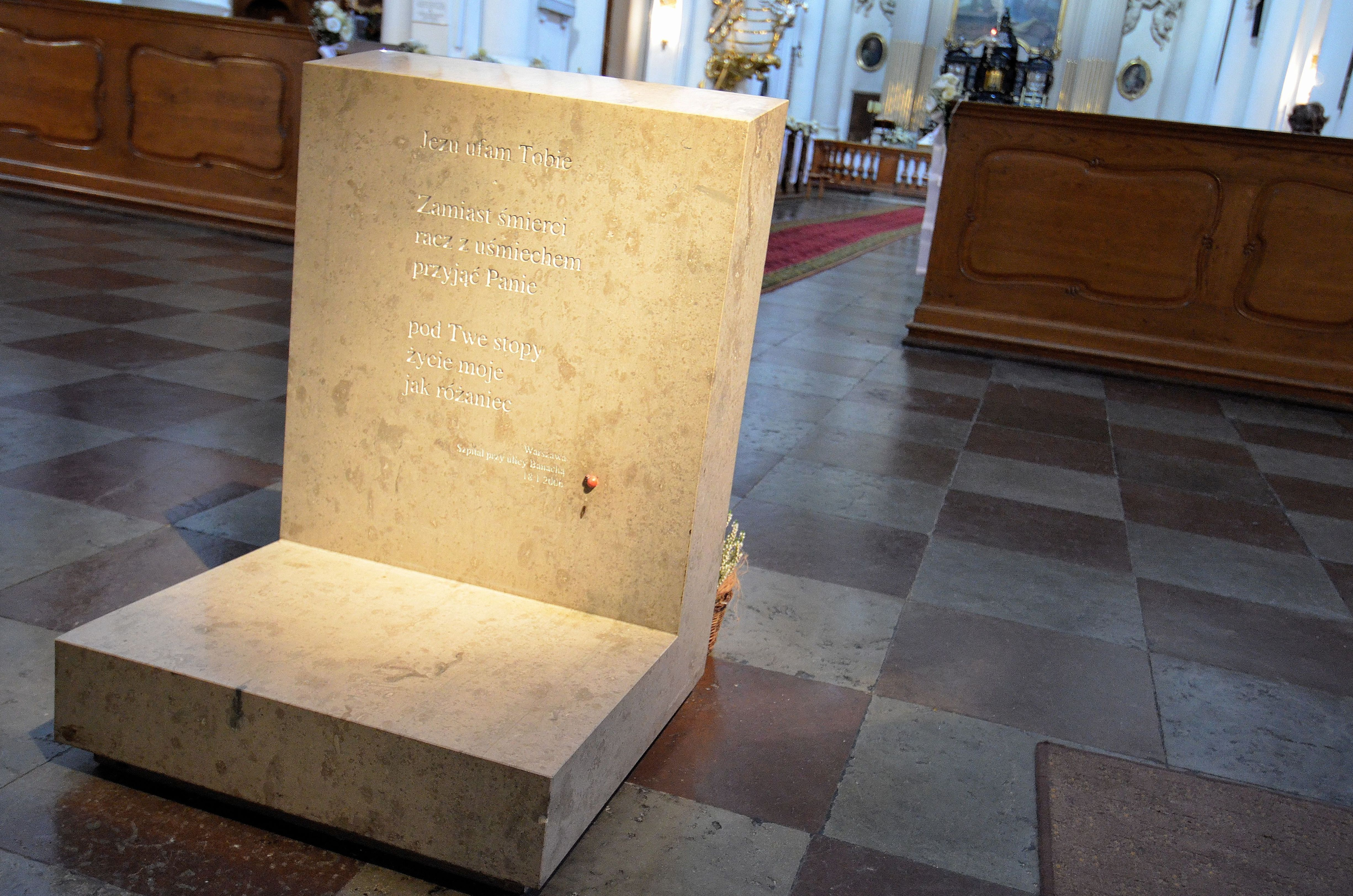
Klęcznik-epitafium ks. Twardowskiego
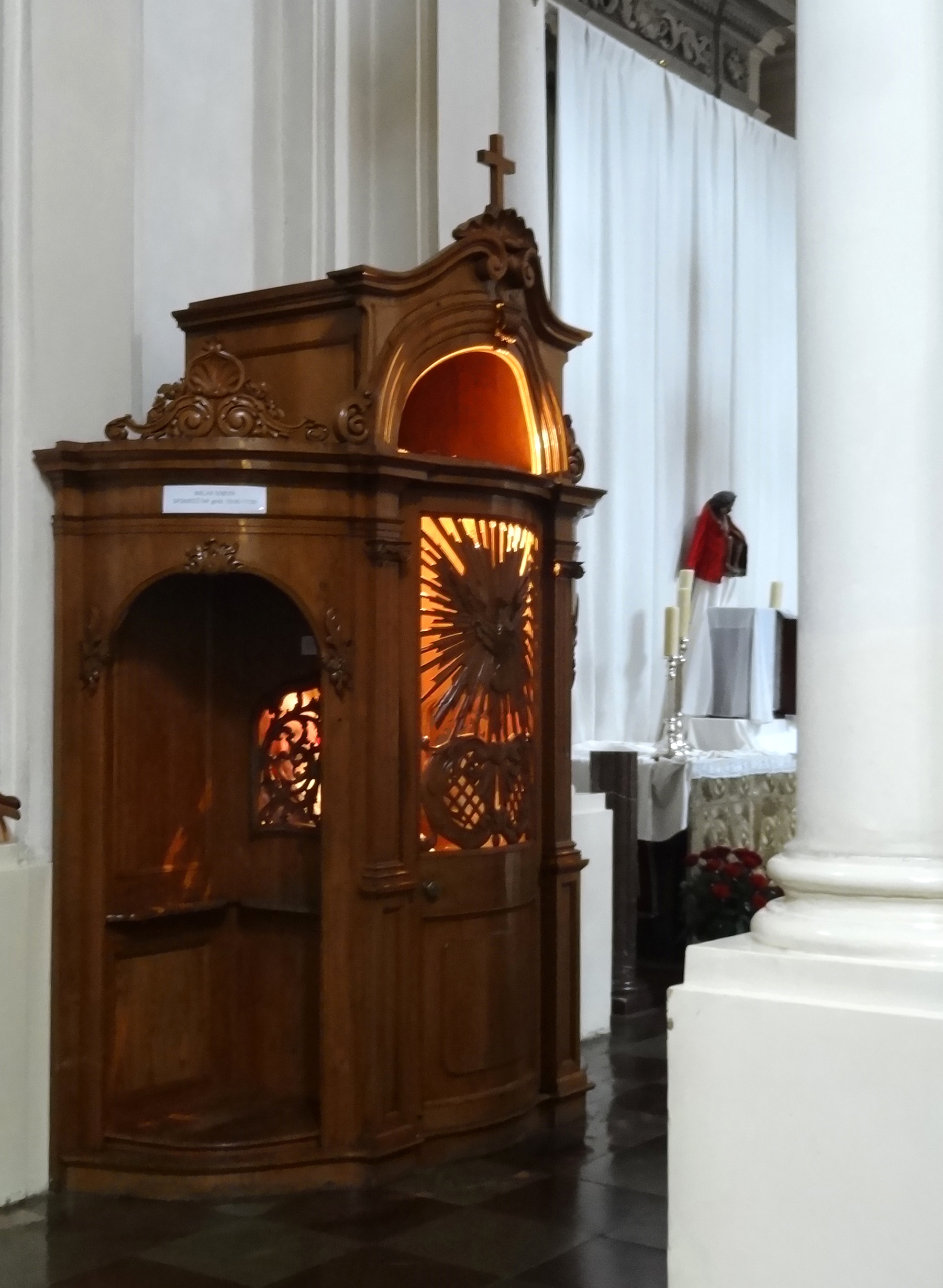
Konfesjonał